# Comuna de Buczkowice
Buczkowice (polaco: Gmina Buczkowice) é uma gminy (comuna) na Polónia, na voivodia de Santa Cruz e no condado de Bielski. A sede do condado é a cidade de Buczkowice.
De acordo com os censos de 2004, a comuna tem 10 486 habitantes, com uma densidade 542,5 hab/km².

## Área
Estende-se por uma área de 19,33 km², incluindo:
- área agrícola: 80%
- área florestal: 7%

## Demografia
Dados de 30 de Junho 2004:
|                      | Total   | Total | Mulheres | Mulheres | Homens  | Homens |
| -------------------- | ------- | ----- | -------- | -------- | ------- | ------ |
|                      | pessoas | %     | pessoas  | %        | pessoas | %      |
| População            | 10 486  | 100   | 5369     | 51,2     | 5117    | 48,8   |
| Densidade (pop./km²) | 542,5   | 100   | 277,8    | 277,8    | 264,7   | 264,7  |

De acordo com dados de 2002, o rendimento médio per capita ascendia a 1275,61 zł.

## Comunas vizinhas
- Lipowa, Łodygowice, Szczyrk, Wilkowice